# Вешие
Вешие, още Веше или Веша (на македонска литературна норма: Вешје), е село в Северна Македония, в Община Неготино.

## География
Селото е разположено югоизточно от Кавадарци. 

## История
В XIX век Вешие е изцяло българско село в Тиквешка кааза на Османската империя. Църквата „Свети Илия“ е от втората половина на XIX век. Според статистиката на Васил Кънчов („Македония. Етнография и статистика“) от 1900 година селото има 715 жители, всички българи, от които 255 християни и 460 мохамедани.
По данни на секретаря на Българската екзархия Димитър Мишев („La Macédoine et sa Population Chrétienne“) в 1905 година във Веша (Vecha) има 256 българи екзархисти.
При избухването на Балканската война в 1912 година двама души от Вешие са доброволци в Македоно-одринското опълчение.
След Междусъюзническата война в 1913 година селото попада в Сърбия.
На етническата си карта от 1927 година Леонард Шулце Йена показва Вешие (Vešje) като смесено българско християнско и българо-мохамеданско (помашко) село.

## Личности
Родени във Вешие
- Неде Мойсов, български революционер от ВМОРО, четник на Васил Пешков[6]